# Île Arey
Pour les articles homonymes, voir Arey (homonymie).
Arey Island est un banc de sable de 11 km de long du North Slope, sur la côte arctique de l'Alaska. Il est situé à l'ouest de Barter Island, entre le lagon Arey et la mer de Beaufort.
L'île prend la forme d'un accent circonflexe, sa partie médiane étant la plus au nord.

## Source
- (en) Cet article est partiellement ou en totalité issu de l’article de Wikipédia en anglais intitulé « Arey Island » (voir la liste des auteurs).

## Galerie

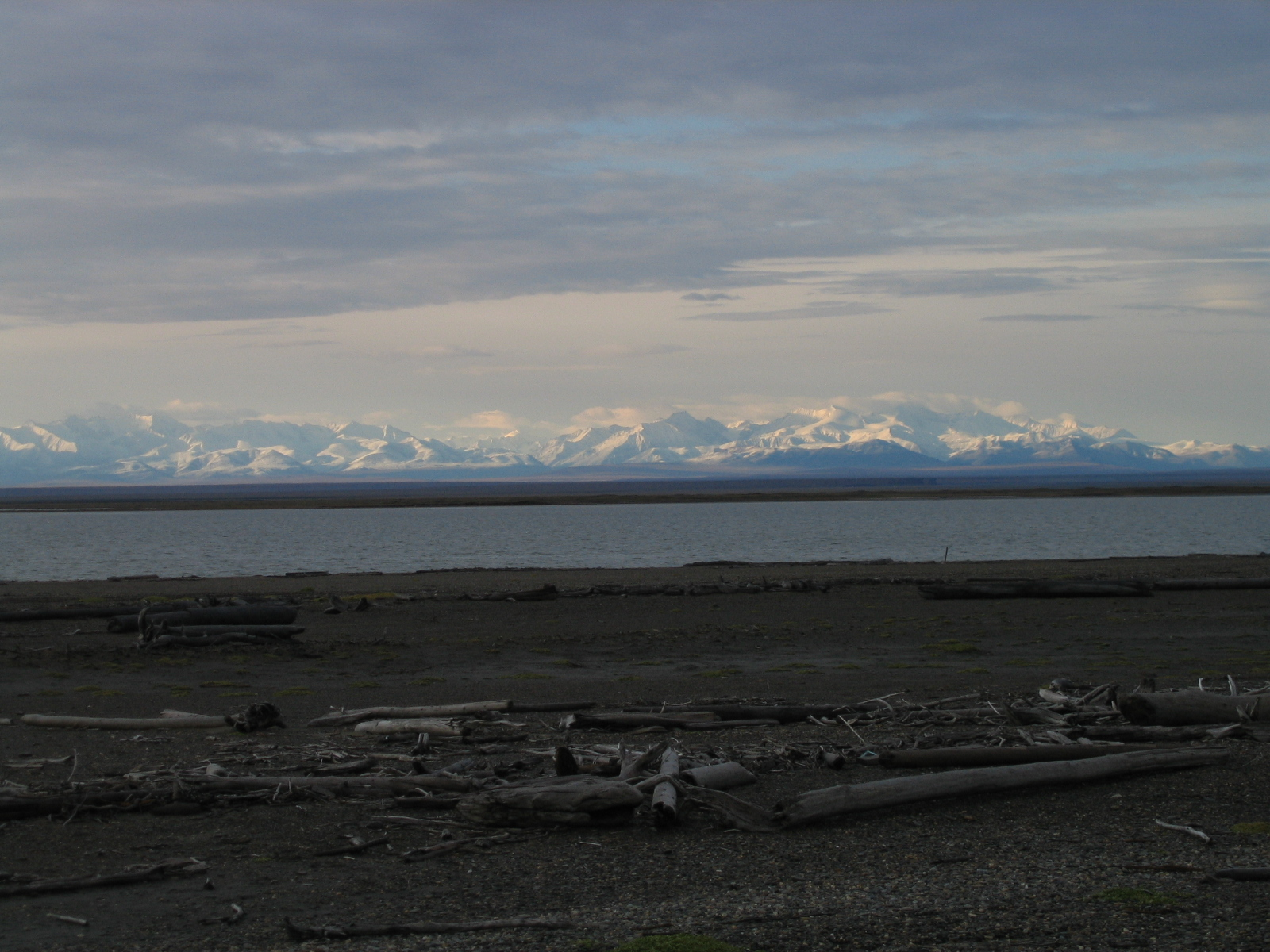
La chaîne Brooks vue depuis Arey Island
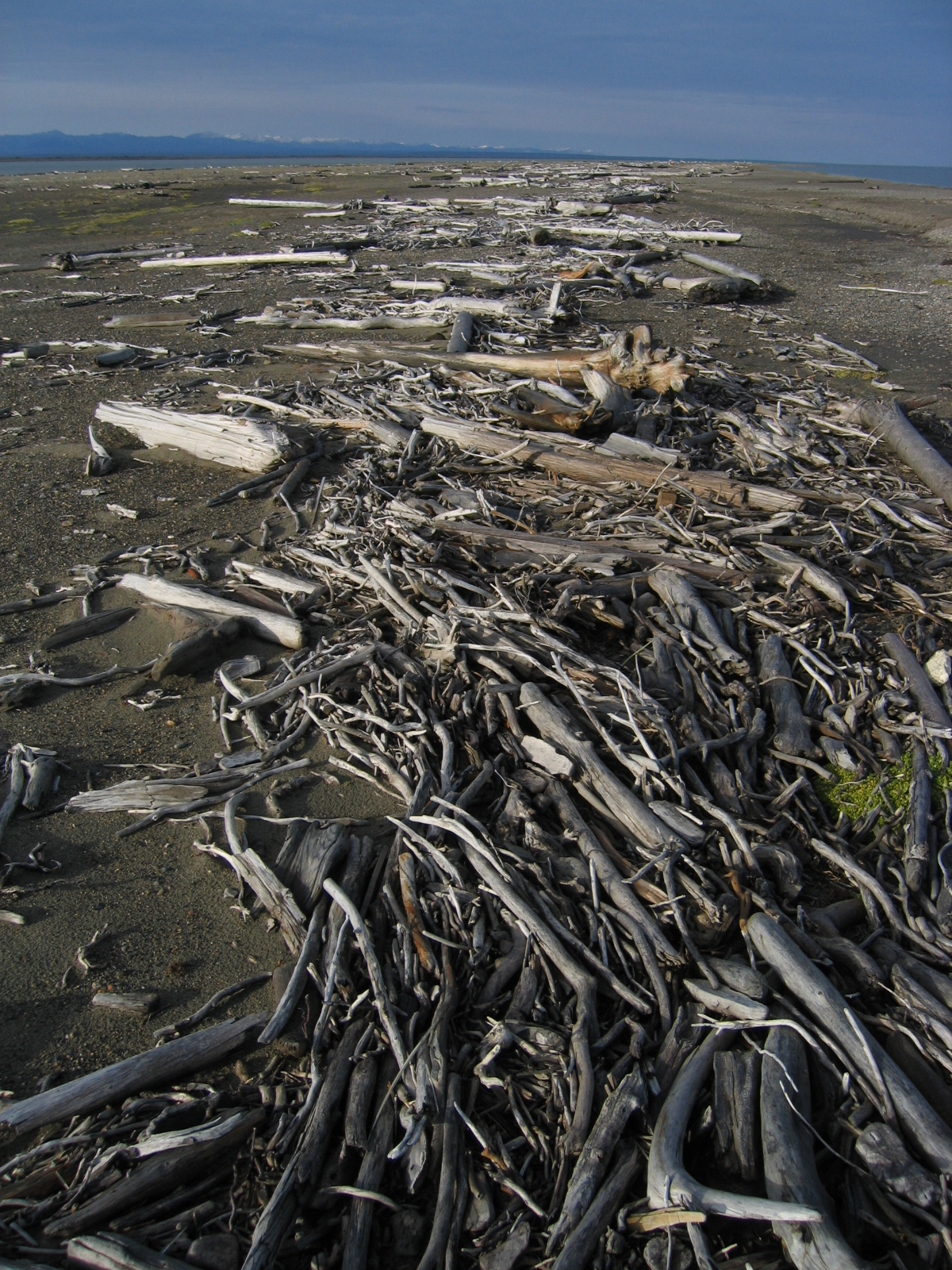
Bois flotté sur Arey Island